# Austromarxismo
Con austromarxismo si designa l'ideologia sviluppata dai teorici del Partito Socialdemocratico d'Austria - Max Adler, Viktor Adler, Otto Bauer e Karl Renner - dall'inizio del Novecento fino alla II Guerra Mondiale.
Il gruppo austromarxista si formò dal 1904 intorno alle riviste Blätter zur Theorie und Politik des wissenschaftlichen Sozialismus ("Fogli sulla teoria del socialismo scientifico") e Marx-Studien. Senza costituire un movimento omogeneo, fu il luogo di incontro di pensatori e di politici diversi tra loro, come il neokantiano Max Adler e il marxista ortodosso Rudolf Hilferding.
Più strettamente, l'austromarxismo evoca il principio di autonomia nazionale-culturale sviluppato dal socialista austriaco Otto Bauer nel 1907 ne La questione delle nazionalità e la socialdemocrazia, adottato anche da altri movimenti di ispirazione socialista, come il Bund russo o Unione generale dei lavoratori ebrei, i sionisti di sinistra quali Hachomer Hatzaïr e altri, i sostenitori di uno Stato nazionale palestinese come Martin Buber o l’Unione democratica dei magiari di Romania.